# Левашов, Михаил Дмитриевич
Михаил Дмитриевич Левашо́в (около 1738 — 1774 или 1776) — мореплаватель, исследователь Аляски и Алеутских островов.

## Биография
Закончив Морской кадетский корпус в Санкт-Петербурге, служил 7 лет на Балтийском флоте. Участник Семилетней войны. В 1764 произведен в капитан-лейтенанты и назначен в секретную экспедицию П. К. Креницына, посланную на Дальний Восток для исследования берегов Северной Америки с целью поиска арктического морского пути в Тихий океан.
Экспедиция отправилась 1 июля 1764 из Петербурга, а 24 июля 1768 из устья реки Камчатки и состояла из двух кораблей. Левашов командовал гукором «Св. Павел», а Креницын — галиотом «Св. Екатерина». За время плавания Левашов нанес на карту цепь Адреяновских островов, остров Амукта. В 1768—1769 Левашов зазимовал в бухте Уналашка (ныне — бухта Датч-Харбор). 4 июля 1770 после гибели Креницына, взял командование флотилией в свои руки. Некоторые острова побережья Аляски, такие как Аватанак и Акутан получили названия в результате экспедиции, завершившейся 22 октября 1771, результатом которой стал опубликованный в Санкт-Петербурге в 1771 «Атлас видов Камчатских и Алеутских островов, снятых капитан-лейтенантом Левашовым».
В начале 1773 вышел в отставку в чине капитан-командора. В честь Левашова назван пролив к востоку от Второго Курильского пролива, мысы на западном побережье Камчатки и острове Парамушир и вулкан на том же острове.
Лейтенант Гавриил Сарычев увековечил имя Левашова, назвав бухту в Уналашке, где тот провёл зимовку — Портом Левашова (англ. Port Levashef).